# 플래닛 어스
플래닛 어스(Planet Earth)는 2006년 BBC 자연사단에서 제작한 텔레비전 다큐멘터리 프로그램이다. 만드는데 5년이 걸렸고, BBC 역사상 가장 많은 중개료를 받은 작품이자 최초의 고선명 비디오로 제작된 작품이기도 하다.
2006년 3월 5일 처음으로 방영되었고, 2007년 6월까지 한국을 포함한 130개의 나라에서 방영되었다.
총 11부로 구성되어 있으며, 각 편은 지구 상의 여러 생물군계나 서식지를 보여준다. 매편 끝나기 10분 전에는 촬영을 했을 당시 힘들었던 점을 담은 비하인드컷이 나온다.